# 제1차 대프랑스 동맹
제1차 대프랑스 동맹 전쟁(프랑스어: Guerre de la première coalition)은 1792년부터 1797년까지 여러 유럽 강대국들이 프랑스에 대항해 벌인 일련의 전쟁이었다. 처음에는 입헌 군주국이었던 프랑스를 상대로 싸웠으나, 이후 프랑스 공화국이 수립된 후에도 전쟁은 계속되었다. 그러나 이들 동맹국은 느슨하게 연합되어 있었으며, 명확한 협력이나 합의 없이 각국이 프랑스 패배 후 자신들이 차지할 영토에만 관심을 두고 있었다. 하지만 프랑스가 패배하는 일은 끝내 일어나지 않았다.
프랑스 혁명 세력과 주변 군주국 간의 관계는 1791년 8월 필니츠 선언 이후 악화되었다. 8개월 뒤, 혁명 세력이 주도하는 입법 의회의 결정에 따라 프랑스는 1792년 4월 20일 오스트리아에 선전포고를 했으며, 오스트리아와 동맹을 맺은 프로이센도 같은 해 6월 프랑스에 선전포고를 했다. 1792년 7월, 브라운슈바이크 공작이 이끄는 군대(대부분 프로이센 병력으로 구성됨)가 오스트리아 측에 합류해 프랑스를 침공했다. 9월 2일 베르됭이 함락되면서 파리에서 9월 학살이 벌어졌다. 그러나 프랑스군은 9월 20일 발미 전투에서 승리하며 반격에 성공했고, 이틀 뒤 입법 의회를 대체한 국민 공회가 프랑스 공화국을 선포했다.
이후, 동맹국들은 오스트리아 네덜란드와 라인 지역에서 오스트리아 및 프로이센과 함께, 그리고 영국은 프랑스 지방 반란을 지원하고 1793년 10월 툴롱을 포위하면서 프랑스를 육해양에서 공격했다. 프랑스군은 네르빈덴 전투에서 패배하고 반란에도 직면했으며, 이에 대응해 극단적인 조치를 단행했다. 공안위원회가 설립되었고, 18세에서 25세까지 모든 젊은 남성을 징집하는 대징집령이 내려졌다. 이로 인해 새롭게 편성된 프랑스군은 반격을 가했고, 침략군을 격퇴하며 프랑스 국경을 넘어 진격했다.
프랑스는 자매 공화국인 바타비아 공화국을 수립했고, 첫 번째 바젤 조약을 통해 프로이센으로부터 라인강 좌안 지역에 대한 지배권을 인정받았다. 또한, 캄포 포르미오 조약을 통해 오스트리아는 오스트리아령 네덜란드를 프랑스에 할양했으며, 북부 이탈리아는 여러 프랑스 자매 공화국으로 재편되었다. 스페인 또한 프랑스와 별도의 평화 협정을 체결했으며, 프랑스 총재정부는 신성 로마 제국의 추가 영토를 병합했다.
알프스 북쪽에서는 테셴 공작 카를 대공이 라인 강 전역에서 프랑스 침공군을 격퇴했지만, 나폴레옹 보나파르트는 1796년부터 1797년까지 포 계곡을 중심으로 사르데냐 왕국 및 오스트리아를 상대로 승리를 거두었고, 결국 레오벤 조약과 캄포 포르미오 조약(1797년 10월)으로 이어졌다. 이로써 제1차 대프랑스 동맹은 붕괴되었고, 프랑스에 맞서 싸우는 국가는 영국만 남게 되었다.

## 같이 보기
- 제2차 백년전쟁
- 프랑스 혁명 전쟁
- 제2차 대프랑스 동맹
- 제3차 대프랑스 동맹